# 姆羅恰

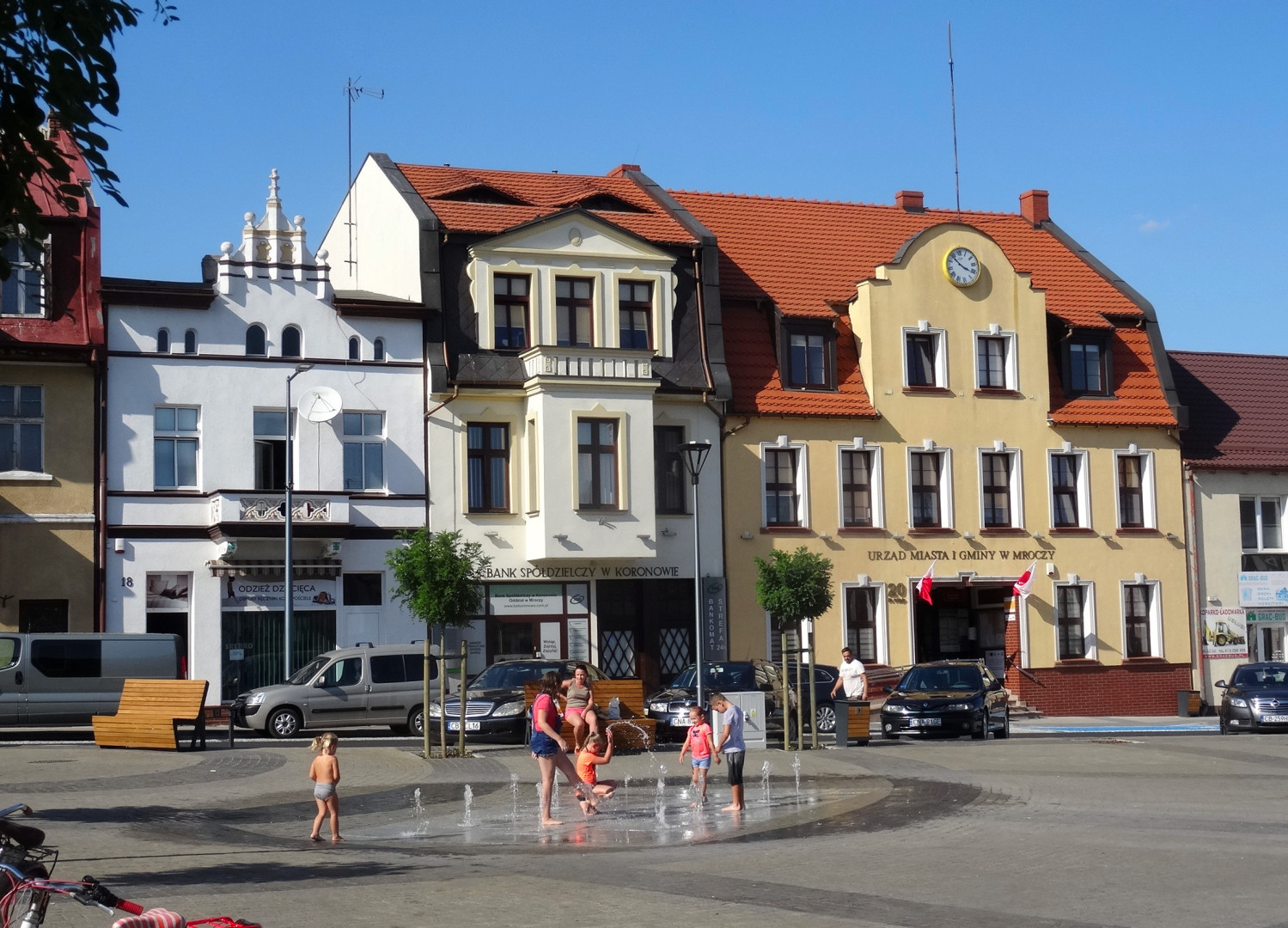

姆羅恰是波蘭的城鎮，位於該國西北部，由庫亞維-波美拉尼亞省負責管轄，面積4.32平方公里，2007年人口4,219，人口密度為每平方公里977人。
53°15′N 17°36′E / 53.250°N 17.600°E